# Február 6.
Február 6. az év 37. napja a Gergely-naptár szerint. Az évből még 328 (szökőévekben 329) nap van hátra.
Névnapok: Dorottya, Dóra + Agmánd, Ajándék, Áldor, Amand, Amanda, Ámor, Annadóra, Ditte, Dolli, Dórabella, Doren, Dorinka, Dorit, Dorka, Dorkás, Dorotea, Doroti, Gara, Júnó, Kalliszta, Kasszandra, Korvin, Manda, Mendi, Menodóra, Réka, Szamanta, Szilvánusz, Tétisz, Ticiána, Titán, Titánia, Titanilla, Titusz

## Események

### Politikai események
- 0337 – I. Gyula pápa megválasztása.[1]
- 1520 – Országgyűlés Budán
- 1922 – Achille Ratti XI. Piusz néven lép a pápai trónra.[2]
- 1934 – Szélsőjobboldali lázadás Párizsban.
- 1952 – II. Erzsébet az Egyesült Királyság új uralkodója.
- 2008 – Alessandro Bianchi szállítási miniszter bejelenti, hogy az előrehozott olaszországi parlamenti választások dátuma: április 13-14.
- 2012 – Emil Boc román kormányfő, a kialakult „politikai-szociális feszültségre” hivatkozva benyújtja lemondását; a kabinet vezetését Cătălin Predoiu igazságügy-miniszter látja el. (Traian Băsescu államfő este pedig Mihai Răzvan Ungureanu volt külügyminisztert, a hírszerzés (SIE) vezetőjét bízta meg a kormányalakítással.)[3]
- 2015 - G napnak Simicska Lajos jobboldali nagyvállalkozó, médiatulajdonos, több médiabeli beosztottjának összehangolt, meglepetésszerű felmondását követően adott interjúit értjük.

### Tudományos és gazdasági események
- 1946 – Bay Zoltán és csoportja saját fejlesztésű radarberendezéssel kimutatta a Holdra sugárzott rádióhullámok visszaverődését az égitest felszínéről. A kutatók érdeme a jelösszegzés eljárásának (long-time integration) kitalálása és gyakorlati kifejlesztése, amit a korszerű radarcsillagászat ma is alkalmaz.

### Kulturális események

#### Zenei események
- 2003 – 50 Cent – Get Rich Or Die Tryin' album megjelenése

### Sportesemények
- 1910 – Megalakul a DVTK (Diósgyőr-Vasgyári Testgyakorlók Köre)
- 1936 – A téli olimpia megnyitója a németországi Garmisch-Partenkirchenben.
- 1968 – A téli olimpia megnyitója a franciaországi Grenoble-ban.
- 2005 – Férfi kézilabda világbajnokság, Tunézia - Győztes Spanyolország

### Egyéb események
- 1958 – A Manchester United csapatát szállító repülőgép Münchenben lezuhan. A fedélzeten tartózkodó 44 emberből 23-an meghalnak, közülük 8 labdarúgó.
- 2008
  - Az Adriai-tengeren, Isztambulból Triesztbe tartó török teherhajó 200 tehergépkocsival, olajszármazékokkal és kilenc tonnányi veszélyes anyaggal a fedélzetén kigyullad és elsüllyed Rovinj horvát kikötővárostól 24 kilométerre.
  - Ecuadorban kitör a Tungurahua tűzhányó.
- 2023 – 7,8-as erősségű földrengés rázza meg Törökországot és Szíriát, aminek következtében legalább 59000-en életüket vesztették.

## Születések
- 1564 – Antoine Arnauld francia római katolikus janzenista teológus, filozófus és matematikus († 1694)
- 1664 – II. Musztafa az Oszmán birodalom 23. szultánja († 1703)
- 1665 – (Stuart) Anna angol királynő († 1714)
- 1720 – Bajzáth József veszprémi püspök, alkancellár († 1802)
- 1799 – Frivaldszky Imre természettudós, az MTA tagja († 1870)
- 1802 – Charles Wheatstone angol fizikus és feltaláló († 1875).
- 1803 – Aáron Tivadar görögkatolikus román pap, prépost, történész († 1867)
- 1817 – Trefort Ágoston művelődéspolitikus, miniszter, az MTA tagja († 1888)
- 1838 – Fászl István magyar ornitológus, bencés szerzetes-tanár († 1900)
- 1892 – Proszt János magyar kémikus, vegyészmérnök, a Magyar Tudományos Akadémia levelező tagja († 1968)
- 1895 – Dési Huber István magyar grafikus, festőművész († 1944)
- 1897 – Zsidó Sándor magyar ügyvéd, országgyűlési képviselő († 1972)
- 1899 – Ramón Novarro mexikói születésű amerikai színész († 1968)
- 1901 – Csűrös Zoltán vegyészmérnök, az MTA tagja († 1979)
- 1901 – Ordass Lajos magyar evangélikus püspök († 1978)
- 1905 – Wladyslaw Gomulka politikus, a lengyel kommunista párt vezetője († 1982)
- 1911 – Ronald Reagan az Amerikai Egyesült Államok 40. elnöke († 2004)
- 1912 – Eva Braun Adolf Hitler felesége († 1945)
- 1913 – Mary Leakey brit régész és antropológus, aki megtalálta az első proconsul koponyát († 1996).
- 1914 – Petri Gábor magyar orvos, sebész, az MTA tagja († 1985)
- 1916 – Cliff Griffith amerikai autóversenyző († 1996)
- 1917 – Gábor Zsazsa Golden Globe-díjas magyar színésznő († 2016)
- 1917 – Szalai András magyar kommunista politikus, († 1949)
- 1923 – Lóránt Gyula magyar labdarúgó, labdarúgóedző († 1981)
- 1923 – Póczy Klára magyar régész, művészettörténész  († 2008)
- 1926 – Borbíró Andrea magyar színésznő, koreográfus († 1995)
- 1931 – Rip Torn amerikai színész, rendező († 2019)
- 1932 – François Truffaut francia filmrendező († 1984)
- 1934 – Ivánkay Mária nyolcszoros siketlimpiai bajnok magyar asztaliteniszező, sportvezető, a nemzet sportolója
- 1940 – Szabó Mária magyar színésznő († 1997)
- 1943 – Ötvös Csaba magyar operaénekes, kiváló művész, a Halhatatlanok Társulatának örökös tagja
- 1945 – Bob Marley jamaicai énekes, gitáros, dalszerző († 1981)
- 1946 – Radics Béla rockzenész, gitáros, énekes, a magyar rockzene legendás és nagy hatású alakja.(† 1982)
- 1946 – Kasza József jugoszláviai, majd szerbiai magyar politikus, közgazdász, a Vajdasági Magyar Szövetség (VMSZ) egykori elnöke, majd tiszteletbeli elnöke, volt szerbiai miniszterelnök-helyettes († 2016)
- 1946 – Markaly Gábor magyar színész († 2004)
- 1951 – Vas-Zoltán Iván magyar színész, rendező
- 1957 – Snétberger Ferenc Kossuth-díjas és Liszt Ferenc-díjas szintó származású magyar gitárművész
- 1962 – Axl Rose amerikai rockzenész
- 1966 – Rick Astley angol énekes
- 1975 – Marsi Anikó magyar újságíró, televíziós műsorvezető
- 1982 – Nicholas Audsley angol színész
- 1984 – Jonas Andersson svéd úszó
- 1988 – David Lauden Bonk német gitáros
- 1994 – Moses Ingram amerikai színésznő
- 1995 – Nyck de Vries holland autóversenyző
- 1996 – Kevon Looney amerikai kosárlabdázó
- 1997 – Manhercz Krisztián olimpiai bronzérmes vízilabdázó
- 2004 – Amir Wilson angol színész
- 2008 – Godwill Kukonki angol labdarúgó

## Halálozások
- 1289 – II. Leó örmény király (* 1236)
- 1685 – II. Károly angol király (* 1630)
- 1695 – II. Ahmed az Oszmán Birodalom 22. szultánja (* 1643)
- 1711 – Béri Balogh Ádám kuruc brigadéros (* 1665)
- 1740 – XII. Kelemen pápa (* 1652)
- 1761 – I. Kelemen Ágost kölni hercegérsek bajor választófejedelmi herceg, püspök (* 1700)
- 1793 – Carlo Goldoni olasz vígjátékíró (* 1707)
- 1833 – Pierre André Latreille francia zoológus (* 1762)
- 1893 – Reinoudina de Goeje holland írónő (* 1833)
- 1916 – Rubén Darío nicaraguai író, költő, politikus, a dél-amerikai modernizmus kiemelkedő alakja (* 1867)
- 1918 – Gustav Klimt osztrák festőművész, a szecesszió képviselője (* 1862)
- 1922 – Nyíri István magyar gépészmérnök, malomüzem- és fürdőalapító (* 1845)
- 1923 – Edward Emerson Barnard amerikai csillagász, (* 1857)
- 1949 – Zsolt Béla magyar író, polgári radikális újságíró (* 1898)
- 1952 – VI. György angol király (* 1895)
- 1953 – Georgij Szemjonovics Spagin szovjet fegyvertervező (* 1897)
- 1963 – Abd el-Krim, marokkói szabadságharcos és gyarmatosításellenes politikus (* 1882)
- 1974 – Ács Tivadar magyar történész, újságíró (* 1901)
- 1986 – Williard Cantrell amerikai autóversenyző (* 1914)
- 1990 – Jimmy Van Heusen amerikai zeneszerző (* 1913)
- 1997 – Roger Laurent belga autóversenyző (* 1913)
- 1998 – Eric Glasby rhodéziai autóversenyző (* 1998)
- 1998 – Sidó Ferenc magyar asztaliteniszező, világbajnok (* 1923)
- 1998 – Falco osztrák énekes (* 1957)
- 1999 – Umbero Maglioli olasz autóversenyző (* 1928)
- 2007 – Ribár Éva magyar színésznő (* 1943)
- 2008 – Tony Rolt brit autóversenyző (* 1918)
- 2009 – Kárpáti György kanadai magyar neurológus, molekuláris biológus, az MTA tagja (* 1934)
- 2011 – Gary Moore északír rock- és blues-gitáros (* 1952)
- 2014 – Vasiľ Biľak ruszin származású szlovák kommunista politikus (* 1917)
- 2015 – Máriáss Melinda színésznő (* 1953)
- 2022 – Tóth Tamás romániai magyar színész, színházigazgató (* 1936)
- 2024 – Ozava Szeidzsi japán karmester (* 1935)

## Nemzeti ünnepek, emléknapok, világnapok
- A katolikus, jótékonykodó nemes asszonyokat tömörítő Csillagkeresztes Rend ünnepnapja
- A magyar rádiótechnikai fegyvernem napja
- Új-Zéland: nemzeti ünnepe (waitangi egyezmény aláírása)
- A lappok (számik) nemzeti ünnepe
- Amburbium az ókori Rómában